# 愛知県立岡崎西高等学校
愛知県立岡崎西高等学校（あいちけんりつ おかざきにしこうとうがっこう）は、愛知県岡崎市日名南町にある公立高等学校。通称「西高（にしこう）」、「岡西（おかにし）」。

## 特色

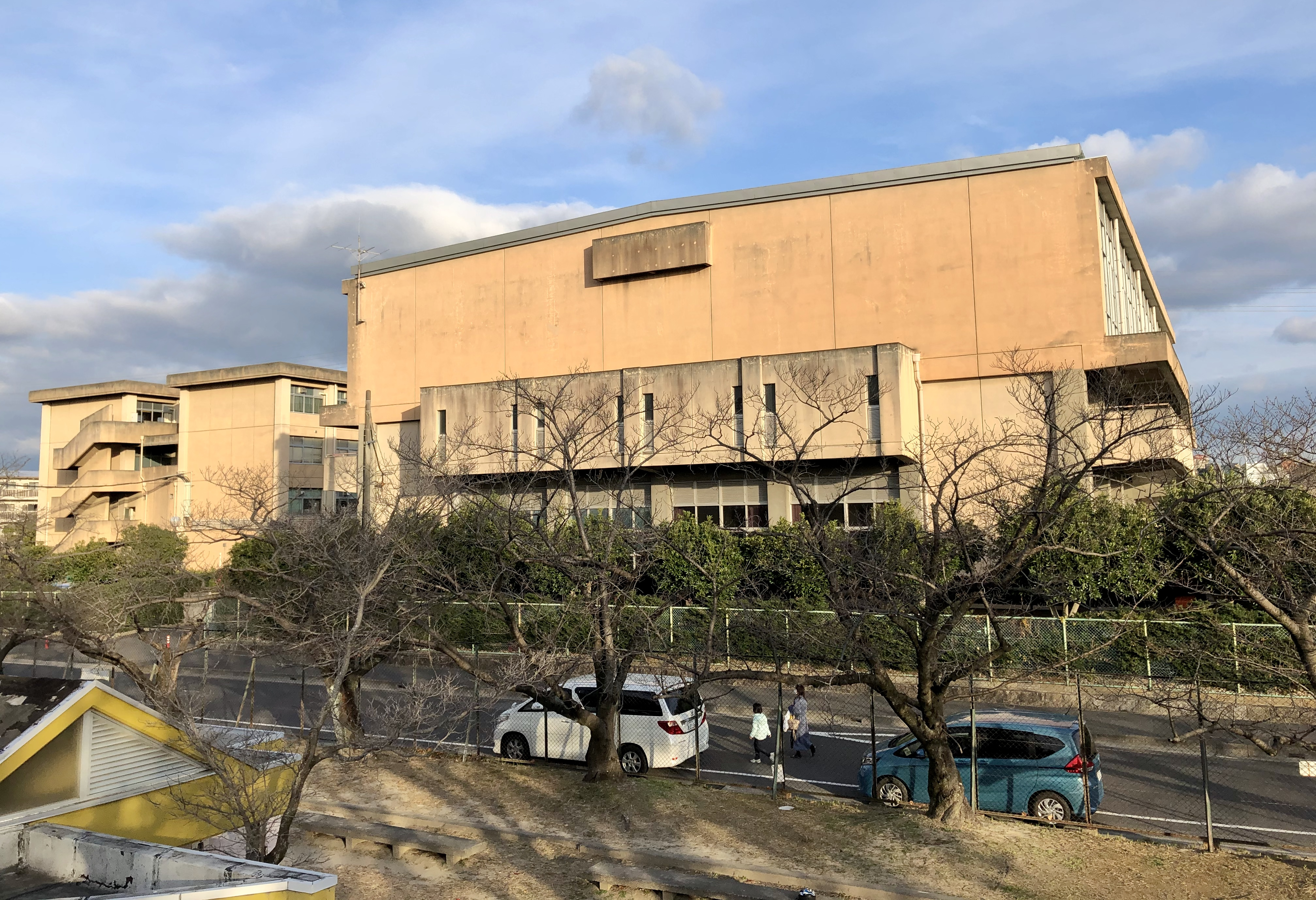
校舎

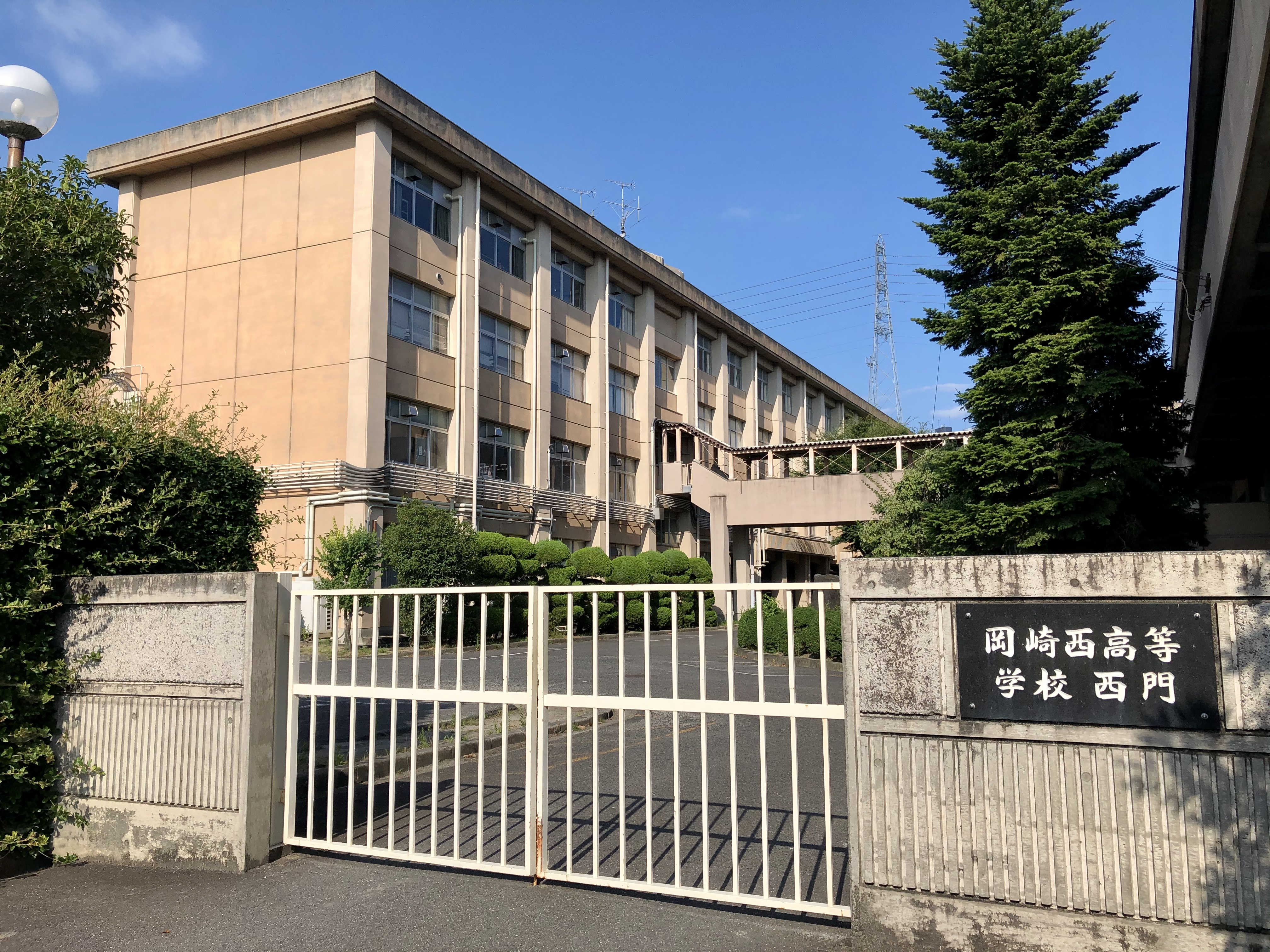
西門

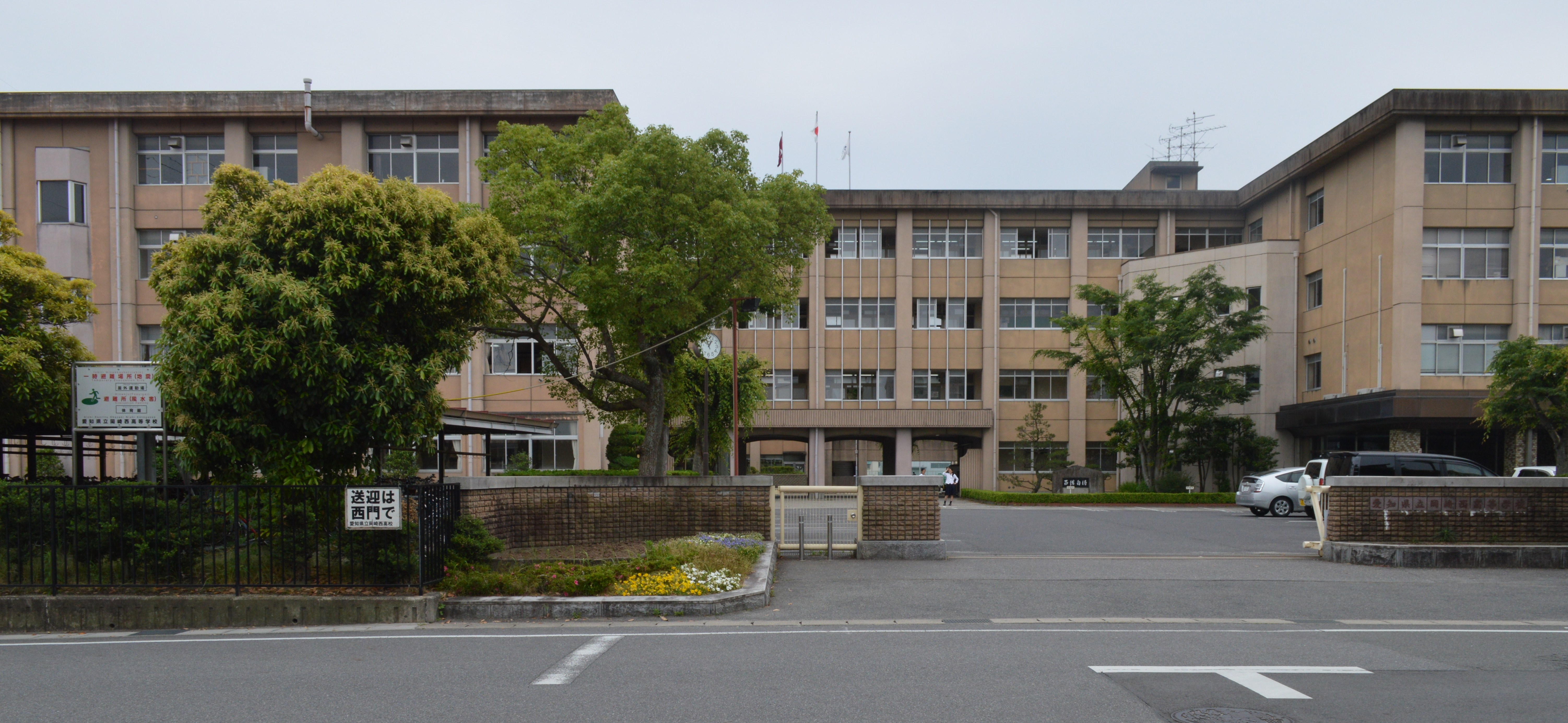
正門

特色として「土曜学習（土曜講座、土曜の補習とも言われる）」と「早朝テスト」が挙げられる。土曜学習は、週休二日制による授業時間削減を補うものとして毎週土曜日に設けられ、「英数国」等の補習授業・自習学習を行う。また最近では理系クラスの履修問題の打開策として、未履修科目の授業を行っている。早朝テストは、主に週末課題や土曜学習で学習した範囲から出題される小テストであり、毎週火曜日の朝に行われる。
1年次は芸術科目の選択（音楽、美術、書道）によってクラス分けが行われ、2年次から文系・理系選択でクラス分けが行われる。3年次には「習熟クラス」（いわゆる特進クラス）が文系・理系に各1クラス設けられ、成績優秀者から希望者を募り、構成される。
生徒のほとんどは卒業後は大学への進学を希望しており、専門学校、就職希望者は多くない。
2006年（平成18年）に必修科目とされている地理歴史科など一部科目の単位不足や未履修（いわゆる未履修問題）が明らかになった。学校側は謝罪し、放課後や冬休みに補習が行われた。

## 沿革
- 1984年（昭和59年） - 愛知県立岡崎西高等学校開校。
- 1984年（昭和59年） - 第1回入学式挙行。
- 1984年（昭和59年） - 開校記念式典挙行。
- 1987年（昭和62年） - 第1回卒業証書授与式挙行　生徒374名卒業。
- 1993年（平成5年） - 創立10周年記念式典挙行。
- 2001年（平成13年） - 韓国へ修学旅行　愛知県内の公立高校で初の海外修学旅行となる。
- 2003年（平成15年） - 創立20周年記念式典挙行。
- 2023年（令和5年）　- 創立40周年記念式典挙行。

## 校訓
百錬自得
- 百錬：基礎的なことをくり返し錬り上げること。
- 自得：百錬の結果得たものが自在に活用できること。

## 教育目標
学校教育のあらゆる活動をとおして、知・徳・体の調和のとれた、心身ともに健康な青年を育成する。

## 校章
外円形に日の模様が入り、Wの文字が刻まれている。外円形は森羅万象すべてに恵みを与える無限のエネルギー太陽と永遠に輝く大理想を表現している。また、「日名」の日と、「西」のWESTのWをデザイン化し、円内に、太陽に向かって雄雄しく安定的に双手をあげて雄飛する姿と、その若い大きな働きによって高校の「高」を仰ぎ見る生長と秩序とを表現している。

## 校歌
校歌は始業式、終業式など厳粛な式で斉唱される。本校に朝会などは存在しないので1年に10回も歌われないのが実情である。
- 作詞：久野保佑・近藤泰雄
- 作曲：中田直宏

## 制服
制服は男子が紺色の学ラン、女子が紺色に赤の小さなリボンのブレザーである。女子のソックスが白のみだったものが、近年では白・黒どちらでも可能となった。
近年、創立30周年を記念して、制服が一新した。どちらの制服の色も少し濃い目の紺色となり、家で洗えるタイプのものとなった。

## 部活動

### 運動部
- 剣道（男女）
- 弓道（男女）
- サッカー（男子）
- 硬式野球（男子）
- 硬式テニス（男女）
- ハンドボール（男女）
- 水泳（男女）
- 陸上競技（男女）
- ソフトボール（女子）
- バレーボール（男女）
- バスケットボール（男女）
- 卓球（男女）

### 文化部
- 英会話
- 家庭
- 吹奏楽
- 放送
- 囲碁
- 将棋
- チェス
- オセロ
- 写真
- ボランティア
- 華道
- 茶道
- 美術
- 文芸

## 卒業生
- 佐野勇斗（俳優）[1]

## 最寄り駅
- 愛知環状鉄道・愛知環状鉄道線 北岡崎駅